# 埃奇卡·舒羅
埃奇卡·舒羅（法語：Etchika Choureau，1929年11月19日—2022年1月25日），本名：珍妮·保萊特·維雷（Jeaninne Paulette Verret），法國女演員。她曾經是時任摩洛哥儲君哈桑二世的女朋友，至他登基時因為傳統不容許皇后是外國人而且是基督徒，他們最終分手。
埃奇卡·舒羅於2022年去世，享年92歲。

## 外部連結
- 埃奇卡·舒羅在互联网电影资料库（IMDb）上的資料（英文）